# Zona d'Operacions dels Prealps

La Zona d'Operacions dels Prealps (1943-1945).

La Zona d'Operacions dels Prealps (en alemany: Operationszone Alpenvorland, OZAV) fou un districte creat pel Tercer Reich a la zona prealpina del nord d'Itàlia durant la Segona Guerra Mundial. Fou administrat com a part del Reichgau de Tirol-Vorarlberg i la capital era Bozen.
Fou establerta el 10 de setembre de 1943 per la Wehrmacht com a resposta a la invasió aliada d'Itàlia i la rendició del govern italià amb arrest de Mussolini. Comprenia les províncies de Belluno, Bozen i Trento. La Zona d'Operacions del Litoral Adriàtic fou establerta amb les províncies d'Udine, Gorizia, Trieste, Pula, Rijeka, Golf de Kvarner i Ljubljana. Ambdues depenien de la República Social Italiana amb capital a Salò, al costat del llac de Garda.
La influència italiana fou bandejada i hi governaren els alemanys directament, que hi restabliren la divisió territorial anterior a 1919, obligaren a dimitir l'alcalde italià de Bozen, substituït per un alemany ètnic fidel al Tercer Reich, alhora que substituïen la política d'italianització per la germanització forçada. L'Alt Comissionat de l'OZAV fou Franz Hofer. Els militars depenien de la Befehlshaber Operationszone Alpenvorland, comandada pel general Joachim Witthöft, comandant del XVII Cos de la Wehrmacht Heer.
Es va constituir la Südtiroler Ordnungsdienst (SOD, policia civil sudtirolesa), reclutada entre els dirigents de l'Arbeitsgemeinschaft der Optaten für Deutschland (ADO Associació dels Optants per Alemanya), mentre que a Trento es creà el Corpo di Sicurezza Trentino i a Belluno el Corpo di Sicurezza Bellunese, reclutat entre tots els homes entre 18 i 50 anys. El SOD es dedicà a perseguir els jueus i els Dableiber (que havien optat per quedar-se), com ara Michael Gamper, Friedl Volgger, Rudolf Posch i Josef Ferrari, molts d'ells sacerdots catòlics.